# Lutterer Becken

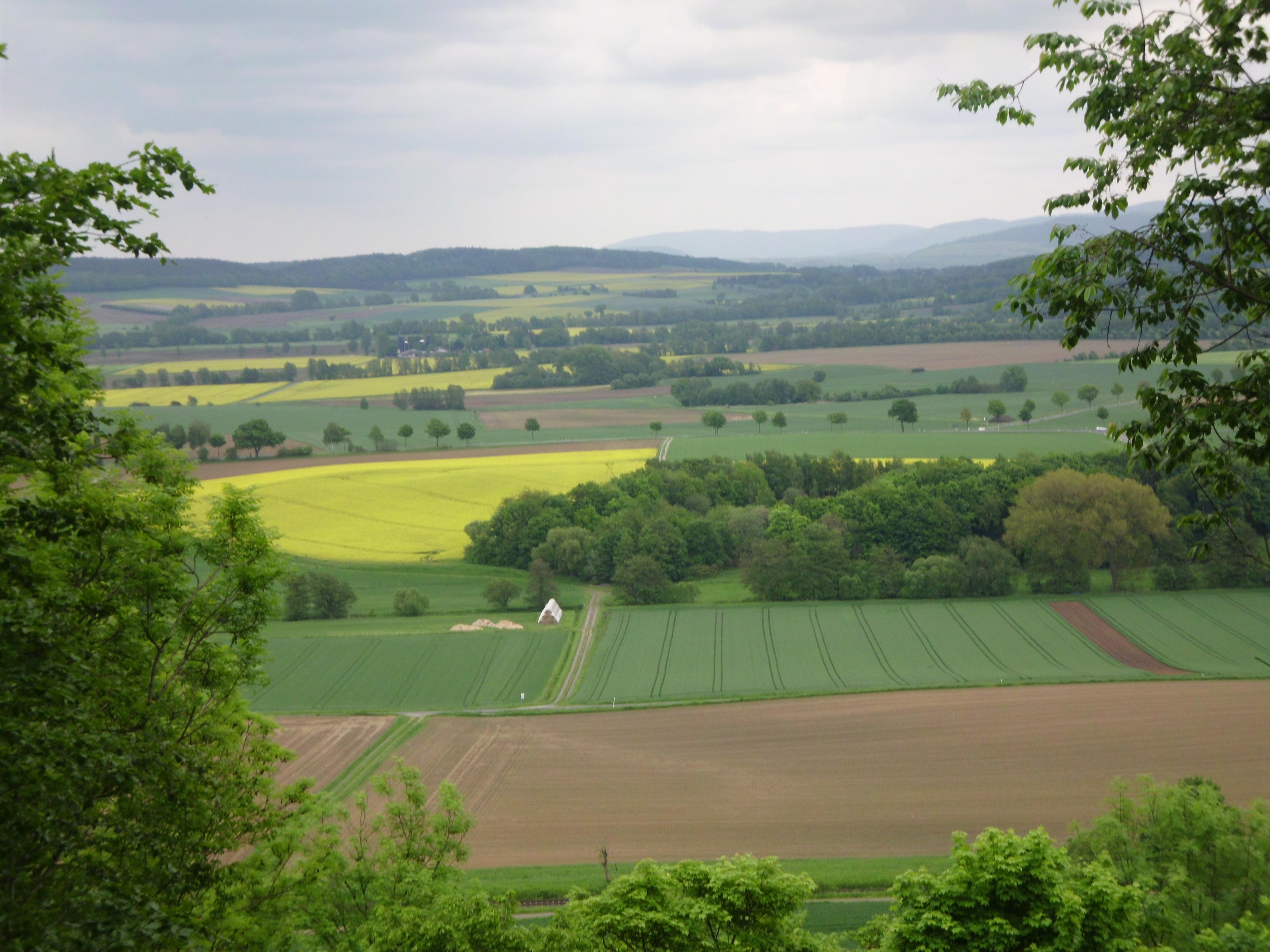
Blick über das Lutterer Becken

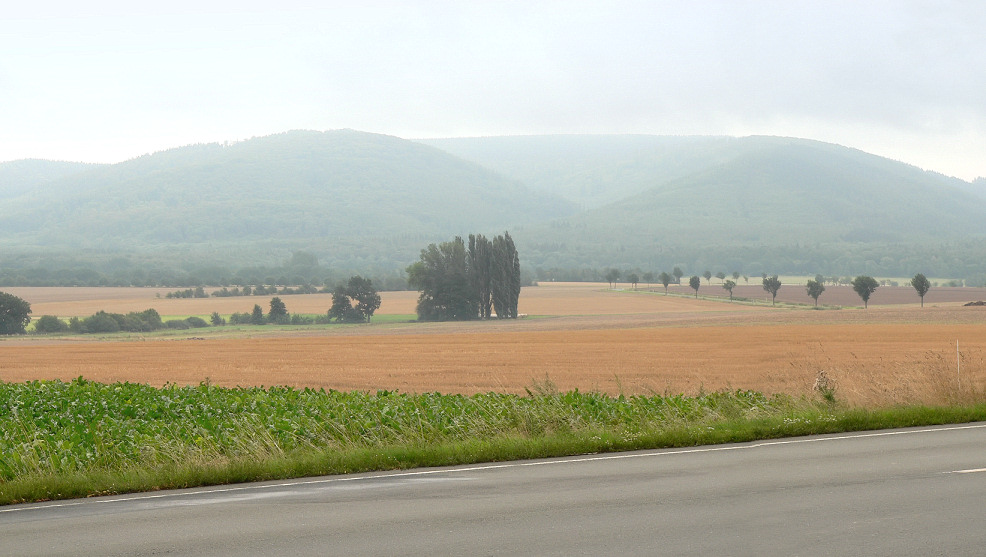
Blick über das Lutterer Becken zum Harz

Das Lutterer Becken, auch Becken von Lutter, ist ein an den Harz anschließendes Becken im nördlichen Harzvorland. Es ist benannt nach dem in ihm gelegenen Ort Lutter am Barenberge.
Das Becken wird im Süden begrenzt durch die Harzausläufer, im Westen durch den Nauer Berg (Westflügel des Luttersattels) und im Osten durch den Ostlutterschen Höhenzug, insbesondere den Radberg (Ostflügel des Luttersattels). Es wird durch die Neile nach Norden entwässert. Der höchste Punkt liegt im Süden auf 240 m ü. NHN, der tiefste im Norden auf 140 m ü. NHN.